# 路易斯·格拉斯
路易斯·克里斯蒂安·奥古斯特·格拉斯（丹麥語：Louis Christian August Glass；1864年5月23日—1936年1月22日），丹麦作曲家，钢琴家。
格拉斯出生在哥本哈根，他几乎是当代的卡尔·尼尔森和尼尔森一样师从加德。然而，他也曾到布鲁塞尔音乐学院学习，并在那时迷恋上弗兰克和安东·布鲁克纳的音乐，他们两人的曲风影响了他的创作的音乐。另外他的风格还受勃拉姆斯的影响较大。许多年来，他曾是丹麦的著名的钢琴家之一，但后来一只手瘫痪，被迫退出舞台，专心于作曲。他的创作风格是浪漫主义的，作品涉及各种体裁。他写过几个有价值的室内乐作品，其中包括四个弦乐四重奏，弦乐六重奏，钢琴三重奏，钢琴五重奏和几个器乐奏鸣曲。其中著名的有第六交响曲“丹麦人的诞生”等。
他写了六部交响曲（1893年至1926年），已被Danacord唱片公司录制，而一些室内乐被Da capo唱片公司录制。

## 外部連結
- 路易斯·格拉斯的免费乐谱，由国际乐谱典藏计划提供